# Wahl zum Lokalen Regierungsrat in Nauru 1959
Die Wahl zum Lokalen Regierungsrat (englisch Nauru Local Government Council) fand am 12. Dezember 1959 auf Nauru statt. Es war nach 1951 und 1955 die dritte Parlamentswahl in der Geschichte der mikronesischen Insel.

## Wahlrecht
Die vierzehn traditionellen Distrikte Naurus wurden in acht Wahlkreise aufgeteilt; der Wahlkreis Ubenide bestimmte zwei, die übrigen Wahlkreise jeweils ein Mitglied des Lokalen Regierungsrates. Es bestand ein allgemeines Wahlrecht und eine allgemeine Wahlpflicht für alle volljährigen (mindestens 21 Jahre alten) Männer und Frauen nauruischer Nationalität mit Wohnsitz auf der Insel; ausgeschlossen waren Personen, die eine Freiheitsstrafe wegen einer Straftat mit Strafandrohung von über einem Jahr verbüßten oder denen eine solche drohte. Allen aktiv Wahlberechtigten wurde auch das passive Wahlrecht zugestanden. Als Wahlverfahren wurde die Rangfolgewahl genutzt.

## Wahlergebnis
Zu der Wahl am Samstag, den 12. Dezember 1959, traten in den acht Wahlkreisen insgesamt 18 Kandidaten an; sieben der neun amtierenden Ratsmitglieder wurden in ihrem Amt bestätigt, lediglich James Ategan Bop und Buraro Detudamo ersetzten ihre jeweiligen Vorgänger. In vier Wahlkreisen (Aiwo, Anabar, Anetan und Yaren) waren keine Gegenkandidaten zum bisherigen Ratsmitglied angetreten, sodass dort keine Wahlen stattfanden. In den übrigen Wahlkreisen (Boe, Buada, Meneng und Ubenide) wurden 504 Stimmen abgegeben, darunter sechs ungültige Stimmen; weitere 25 Personen gaben keine Stimme ab, konnten jedoch einen legitimierenden Grund angeben.
| Wahlkreis | Distrikte                          | Gewählte Kandidaten           |
| --------- | ---------------------------------- | ----------------------------- |
| Aiwo      | Aiwo                               | Raymond Gadabu                |
| Anabar    | Anabar, Anibare und Ijuw           | Agoko Doguape                 |
| Anetan    | Anetan und Ewa                     | Roy Degoregore                |
| Boe       | Boe                                | Hammer DeRoburt               |
| Buada     | Buada                              | Austin Bernicke               |
| Meneng    | Meneng                             | James Ategan Bop              |
| Ubenide   | Baiti, Denigomodu, Nibok und Uaboe | Buraro Detudamo, Victor Eoaeo |
| Yaren     | Yaren                              | Joseph Detsimea Audoa         |

Hammer DeRoburt wurde anschließend vom Lokalen Regierungsrat als Oberhäuptling (englisch Head Chief) wiedergewählt; außerdem fungierten Austin Bernicke als Generalsekretär des Lokalen Regierungsrates und Raymond Gadabu als dessen Schatzmeister. Nachdem Buraro Detudamo von seinem Mandat zurückgetreten war, wurde am 23. Dezember 1961 eine Ersatzwahl abgehalten, bei der sich Adeang Deireragea unter acht Kandidaten durchsetzen konnte. Insgesamt 221 Stimmen wurden abgegeben, darunter sieben ungültige Stimmen. Nach dem Rücktritt Deirerageas fand Anfang Dezember 1963, wenige Tage vor Ende der Legislaturperiode, eine weitere Ersatzwahl statt, aus der erneut Buraro Detudamo als Sieger hervorging. Die nachfolgende Wahl wurde zum Ende der vierjährigen Legislaturperiode im Dezember 1963 abgehalten.